# Mil Milhas Brasileiras

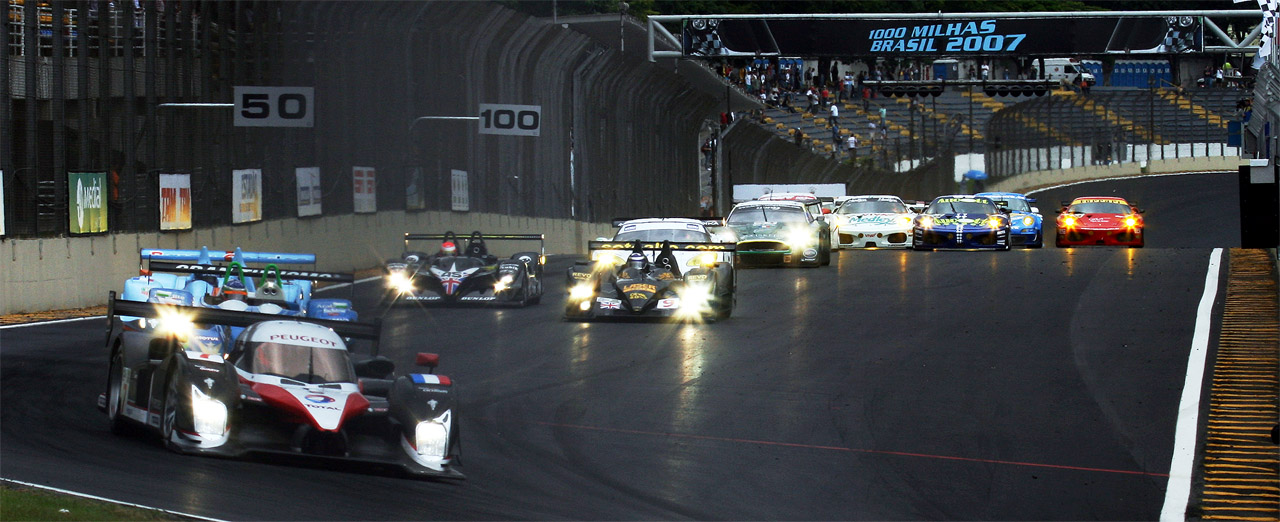
Start zum 1000-Meilen-Rennen 2007; an der Spitze der später siegreiche Peugeot 908 HDi FAP von Marc Gené und Nicolas Minassian

Das Mil Milhas Brasileiras, auch Mil Milhas, 1000-Meilen-Rennen von Brasilien oder 1600-km-Rennen von Interlagos, war ein Langstreckenrennen für Touren- und Sportwagen, das zwischen 1956 und 2008 ausgetragen wurde.

## Geschichte
Inspiriert durch die italienischen Mille Miglia, wurde es (unter anderem) von Wilson Fittipaldi senior, dem Vater von Emerson Fittipaldi und Wilson Fittipaldi, und Eloy Gagliano auf dem Interlagos Circuit organisiert. Vom 24. bis 25. November 1956 traten 31 Sportwagen bei der Premiere an. Es wird seitdem, mit kurzen Unterbrechungen, jährlich in Brasilien ausgetragen. Bis auf 1997 und 1999 wurden alle Rennen auf der Rennstrecke von Interlagos ausgetragen; von 1956 bis 1989 fanden die Rennen dabei auf dem alten, 8 km langen Kurs statt. Danach wurde die Strecke auf 4,3 km verkürzt und modernisiert, um erneut ab 1990 als jährlicher Austragungsort für das Formel-1-Championat zu dienen.
Im Jahr 1997 wurde das Rennen auf dem ehemaligen Formel-1-Kurs von Jacarepaguà nahe Rio de Janeiro ausgetragen. Die 1999er Edition der Mil Milhas Brasileiras wurde dagegen auf dem Autódromo Internacional de Curitiba abgehalten. 
Im Jahr 2007 war das Rennen Teil der Le Mans Series und damit zum ersten Mal Teil eines internationalen Championats. Rekordsieger ist Zeca Giaffone mit 5 Siegen.

## Gesamtsieger
| Jahr | Team                                 | Gesamtsieger                                                             | Fahrzeug               | Runden | Meisterschaft                  |
| ---- | ------------------------------------ | ------------------------------------------------------------------------ | ---------------------- | ------ | ------------------------------ |
| 1956 |                                      | Catharino Andreatta Breno Fornari                                        | Carretera              | 201    | zählte zu keiner Meisterschaft |
| 1957 |                                      | Aristides Bertuol Orlando Menegas                                        | Carretera              |        | zählte zu keiner Meisterschaft |
| 1958 |                                      | Catharino Andreatta Breno Fornari                                        | Carretera              |        | zählte zu keiner Meisterschaft |
| 1959 |                                      | Catharino Andreatta Breno Fornari                                        | Carretera              |        | zählte zu keiner Meisterschaft |
| 1960 |                                      | Chico Landi Christian Heins                                              | FNM JK2000             | 201    | zählte zu keiner Meisterschaft |
| 1961 |                                      | Ítalo Bertăo Orlando Menegas                                             | Carretera              | 201    | zählte zu keiner Meisterschaft |
| 1963 |                                      | Jaime Silva Ciro Cayres                                                  | Simca                  | 200    | zählte zu keiner Meisterschaft |
| 1965 |                                      | Justino de Maio Victorio Azzalin                                         | Carretera              |        | zählte zu keiner Meisterschaft |
| 1966 |                                      | Camillo Cristófaro Eduardo Celidônio                                     | Chevrolet Corvette     | 201    | zählte zu keiner Meisterschaft |
| 1967 |                                      | Luís Pereira Bueno Luiz Terra Smith                                      | Bino Mark I            | 201    | zählte zu keiner Meisterschaft |
| 1970 | Jolly Team-Gancia                    | Alcides Diniz Abílio Diniz                                               | Alfa Romeo 2000 GTAm   | 202    | zählte zu keiner Meisterschaft |
| 1972 |                                      | Bird Clemente Nílson Clemente                                            | Ford Maverick          | 202    | zählte zu keiner Meisterschaft |
| 1981 |                                      | Affonso Giaffone Zeca Giaffone Chico Serra                               | Chevrolet Opala        |        | zählte zu keiner Meisterschaft |
| 1983 |                                      | Fausto Wajschensberg Vincente Correa Vadir Silva                         | Passat Hot Car         |        | zählte zu keiner Meisterschaft |
| 1984 |                                      | Reynaldo Campello Zeca Giaffone Maurizio Sandro Sala                     | Chevrolet Opala        |        | zählte zu keiner Meisterschaft |
| 1985 |                                      | Paulo Gomes Fábio Sotto Mayor                                            | Chevrolet Opala        |        | zählte zu keiner Meisterschaft |
| 1986 |                                      | Walter Travaglini Zeca Giaffone                                          | Chevrolet Opala        |        | zählte zu keiner Meisterschaft |
| 1987 |                                      | Marcos Gracia Luiz Pereira                                               | Chevrolet Opala        |        | zählte zu keiner Meisterschaft |
| 1988 |                                      | Walter Travaglini Zeca Giaffone Luiz Pereira                             | Chevrolet Opala        |        | zählte zu keiner Meisterschaft |
| 1989 |                                      | Walter Travaglini Zeca Giaffone                                          | Chevrolet Opala        |        | zählte zu keiner Meisterschaft |
| 1990 |                                      | José Alves José Dias                                                     | Chevrolet Opala        |        | zählte zu keiner Meisterschaft |
| 1992 |                                      | Klaus Henkotter Jürgen Weiss Marc Gindorf                                | BMW M3 2300            |        | zählte zu keiner Meisterschaft |
| 1993 |                                      | Franz Prangemeier Antônio de Azevedo Hermann Franz Konrad                | Porsche 911 Carrera RS |        | zählte zu keiner Meisterschaft |
| 1994 | Roock Racing                         | Wilson Fittipaldi Christian Fittipaldi                                   | Porsche Carrera RSR    | 372    | zählte zu keiner Meisterschaft |
| 1995 | Konrad Motorsport                    | Wilson Fittipaldi Antônio de Azevedo Hermann Franz Konrad                | Porsche 993            | 372    | zählte zu keiner Meisterschaft |
| 1996 |                                      | André Lara Resende Roberto Keller Roberto Aranha                         | Porsche 911            | 372    | zählte zu keiner Meisterschaft |
| 1997 | Bigazzi Team SRL                     | Nelson Piquet Johnny Cecotto Steve Soper                                 | Mclaren F1 GTR         | 294    | zählte zu keiner Meisterschaft |
| 1998 | Texaco Havoline Racing               | Tom Stefani André Grillo Julio Fernandes                                 | AS Vectra 2.0          | 375    | zählte zu keiner Meisterschaft |
| 1999 |                                      | Jair Bana Beto Borghesi Luciano Borghesi                                 | Aldee Spyder VW 2000   | 433    | zählte zu keiner Meisterschaft |
| 2001 | Stuttgart Sportscar                  | André Lara Resende Régis Schuch Flávio Trindale Max Wilson               | Porsche 996 GT3-RS     | 375    | zählte zu keiner Meisterschaft |
| 2002 | Stuttgart Sportscar                  | Raul Boesel Régis Schuch Flávio Trindale                                 | Porsche 996 GT3-RS     | 374    | zählte zu keiner Meisterschaft |
| 2003 | Pirelli Medley                       | Alexandre Sarnes Negrão Ingo Hoffmann Fernando Nabuco Ricardo Etchenique | Porsche 996 GT3-RS     | 374    | zählte zu keiner Meisterschaft |
| 2004 | Racing Box                           | Stefano Zonca Angelo Lancelotti Fabrizio Gollin                          | Chrysler Viper GTS-R   | 374    | zählte zu keiner Meisterschaft |
| 2005 | Medley Sports                        | Alexandre Sarnes Negrão Xandinho Negrão Augusto Negrão Giuliano Losacco  | Audi TT DTM            |        | zählte zu keiner Meisterschaft |
| 2006 | Cirtek Motorsport                    | Nelson Piquet Nelson Piquet junior Christophe Bouchut Hélio Castroneves  | Aston Martin DBR9      | 374    | zählte zu keiner Meisterschaft |
| 2007 | Team Peugeot Total                   | Marc Gené Nicolas Minassian                                              | Peugeot 908 HDi FAP    | 374    | Le Mans Series                 |
| 2008 | Stuttgart Sportcar Denner Motorsport | Raul Boesel Marcel Visconde Max Wilson                                   | Porsche 911 GT3 RSR    | 368    | zählte zu keiner Meisterschaft |